# Liste der Burgen und Schlösser in der Woiwodschaft Pommern
Die Liste der Burgen und Schlösser in der Woiwodschaft Pommern umfasst bestehende und verfallene Burgen und Schlösser in der polnischen Woiwodschaft Pommern. Die Liste enthält nicht die Stadtschlösser und Palais der Stadt Danzig, welche sich hier befinden:
- Liste der Schlösser und Palais in Danzig

| Bild | Ort                 | Name                               | Baujahr   | Koordinaten | Zustand       |
| ---- | ------------------- | ---------------------------------- | --------- | ----------- | ------------- |
|      | Bytów               | Burg Bütow                         | 1399      |             | Erhalten      |
|      | Ciekocino           | Schloss Zackenzin                  | vor 1900  |             | Erhalten      |
|      | Charbrowo           | Schloss Charbrow                   | nach 1650 |             | Erhalten      |
|      | Czarne              | Burg Hammerstein                   | 1395      |             | Ruine         |
|      | Człuchów            | Burg Schlochau                     | ab 1312   |             | Ruine         |
|      | Damnica             | Schloss Hebrondamnitz              | 1901      |             | Erhalten      |
|      | Danzig              | Ordensburg Danzig                  | nach 1300 |             | Ruine         |
|      | Dzierzgoń           | Ordensburg Christburg              | 1248      |             | Ruine         |
|      | Gardkowice          | Schloss Gartkewitz                 | vor 1800  |             | Erhalten      |
|      | Główczyce           | Schloss Glowitz                    | um 1850   |             | Erhalten      |
|      | Gniew               | Burg Mewe                          | 1283      |             | Erhalten      |
|      | Gniew               | Schloss Mewe                       | 1674      |             | Erhalten      |
|      | Godętowo            | Schloss Goddentow                  |           |             | Erhalten      |
|      | Gąbino              | Schloss Gambin                     |           |             | Erhalten      |
|      | Głuszyno            | Schloss Groß Gluschen              | nach 1900 |             | Erhalten      |
|      | Grąbkowo (Potęgowo) | Schloss Grumbkow                   | nach 1850 |             | Erhalten      |
|      | Jerzkowice          | Schloss Jerskewitz                 | 1857      |             | Erhalten      |
|      | Jezierzyce          | Schloss Jeseritz                   | 1912      |             | Erhalten      |
|      | Karznica            | Schloss Wendisch Karstnitz         | nach 1850 |             | Erhalten      |
|      | Karżniczka          | Schloss Deutsch Karstnitz          | vor 1800  |             | Ruine         |
|      | Klecewo             | Schloss Klötzen                    | 1880      |             | Erhalten      |
|      | Kłanino             | Schloss Klanin                     | vor 1700  |             | Umgestaltet   |
|      | Kościerzyna         | Schloss Berent                     |           |             | Ruine         |
|      | Krąg (Polanów)      | Schloss Krangen                    |           |             |               |
|      | Krokowa             | Schloss Krockow                    | 1784      |             | Rekonstruiert |
|      | Krzywań             | Schloss Kriwan                     |           |             | Erhalten      |
|      | Kukowo              | Schloss Kuckow                     |           |             | Erhalten      |
|      | Kuźnica             | Kazimierzowo                       | 1635      |             | Ruine         |
|      | Kwidzyn             | Burg Marienwerder                  | nach 1300 |             | Erhalten      |
|      | Kwidzyn             | Schiller-Schloss Marienwerder      | 1835      |             | Erhalten      |
|      | Lędziechowo         | Schloss Landechow                  |           |             | Erhalten      |
|      | Leźno               | Schloss Leesen                     | vor 1800  |             | Erhalten      |
|      | Lębork              | Ordensburg Lauenburg               | 1363      |             | Erhalten      |
|      | Lubuczewo           | Schloss Lübzow                     | nach 1850 |             | Erhalten      |
|      | Łapalice            | Burg Lappalitz                     |           |             | Bauruine      |
|      | Łebunia             | Schloss Labuhn                     | um 1900   |             | Erhalten      |
|      | Malbork             | Ordensburg Marienburg              | vor 1280  |             | Rekonstruiert |
|      | Nowa Wieś Rzeczna   | Schloss Neudorf                    |           |             | Erhalten      |
|      | Nowęcin             | Schloss Neuhof                     |           |             | Erhalten      |
|      | Objazda             | Schloss Wobesde                    | 1895      |             | Erhalten      |
|      | Prabuty             | Ordensburg Riesenburg              | 1276      |             | Ruine         |
|      | Przezmark           | Ordensburg Preußisch Mark          | um 1250   |             | Ruine         |
|      | Puck                | Ordensburg Putzig                  | um 1300   |             | Ruine         |
|      | Pudłowiec           | Schloss Paudelwitz                 |           |             | Ruine         |
|      | Rekowo Górne        | Schloss Rekau                      | um 1850   |             |               |
|      | Rogawica            | Schloss Roggatz                    | 1889      |             | Erhalten      |
|      | Ryjewo              |                                    |           |             | Ruine         |
|      | Rynkówka            | Schloss Rinkowken                  | vor 1500  |             | Umgestaltet   |
|      | Rzucewo             | Schloss Rutzau                     | 1840      |             | Umgestaltet   |
|      | Sasino              | Schloss Sassin                     | 1868      |             | Ruine         |
|      | Skarszewy           | Ordensburg Schöneck                | 1320      |             | Ruine         |
|      | Sławutowo           | Schloss Groß Schlatau              | vor 1900  |             | Rekonstruiert |
|      | Słupsk              | Schloss Stolp                      | 1507      |             | Rekonstruiert |
|      | Starogard Gdański   | Ordensburg Stargard                |           |             | Ruine         |
|      | Starogard Gdański   | Wiechert-Schloss Starogard Gdański | 1893      |             | Erhalten      |
|      | Stara Kiszewa       | Schloss Kischau                    | vor 1316  |             | Ruine         |
|      | Suchy Dąb           | Ordensburg Herrengrebin            | 1404      |             | Ruine         |
|      | Sucumin             | Schloss Sutzmin                    |           |             | Erhalten      |
|      | Sobowidz            | Burg Sobbwitz                      | vor 1350  |             | Umgestaltet   |
|      | Sztum               | Ordensburg Stuhm                   | vor 1295  |             | Erhalten      |
|      | Tczew               | Ordensburg Dirschau                | 1252      |             | Ruine         |
|      | Tuchomie            |                                    | vor 1400  |             | Ruine         |
|      | Trąbki Wielkie      | Ordensburg Sobbowitz               | nach 1300 |             | Ruine         |
|      | Warcino             | Schloss Varzin                     | nach 1650 |             | Erhalten      |
|      | Wejherowo           | Schloss Neustadt                   | 1767      |             | Erhalten      |
|      | Wielka Wieś         | Herrenhaus Großendorf              | nach 1800 |             | Ruine         |
|      | Wieszyno            | Schloss Vessin                     |           |             | Erhalten      |
|      | Wolinia             | Schloss Wollin                     | nach 1750 |             | Erhalten      |
|      | Wykosowo            | Schloss Vixow                      | um 1850   |             | Erhalten      |
|      | Zdrzewno            | Schloss Zimdarsen                  |           |             | Erhalten      |
|      | Zwartowo            | Schloss Schwartow                  |           |             | Erhalten      |
|      | Żelisławki          | Schloss Senslau                    | 1830      |             | Erhalten      |